# Dark Genesis
Dark Genesis es uno de cinco discos de la caja recopilatoria por la banda estadounidense de thrash metal Iced Earth, publicado el 27 de noviembre de 2001. Contiene versiones remasterizadas de sus tres primeros álbumes de estudio, Iced Earth, Night of the Stormrider y Burnt Offerings, también su demo, Tribute to the Gods, y un CD tributo que acababa de grabar, Enter the Realm, que contiene covers de muchas canciones que han influido a Iced Earth. El CD The Tribute to the Gods fue la última versión de Iced Earth para ofrecer el guitarrista Larry Tarnowski, y el último para ofrecer Matt Barlow hasta su salida en 2007. A su vez, que el bajista James MacDonough en su primer disco con Iced Earth desde 1999, él había estado ausente durante la grabación de Horror Show.

## Canciones
| Disco uno (Enter the Realm remasterizado, 1989) |                   |                |                          |          |  |
| N.º                                             | Título            | Letras         | Música                   | Duración |  |
| 1.                                              | «Enter the Realm» | (instrumental) | Jon Schaffer             | 0:54     |  |
| 2.                                              | «Colors»          | Schaffer       | Randall Shawver, Shaffer | 5:04     |  |
| 3.                                              | «Nightmares»      | Schaffer       | Schaffer                 | 3:32     |  |
| 4.                                              | «Curse the Sky»   | Schaffer       | Shawver, Schaffer        | 4:44     |  |
| 5.                                              | «Solitude»        | (instrumental) | Shawver, Schaffer        | 1:44     |  |
| 6.                                              | «Iced Earth»      | Schaffer       | Schaffer                 | 5:32     |  |
| 20:00                                           |                   |                |                          |          |  |

| Disco dos (Iced Earth remasterizado; 1991) |                        |                |                                     |          |  |
| N.º                                        | Título                 | Letras         | Música                              | Duración |  |
| 1.                                         | «Iced Earth»           | Schaffer       | Schaffer                            | 5:23     |  |
| 2.                                         | «Written on the Walls» | Gene Adam      | Adam, Shawver, Schaffer, Dave Abell | 6:07     |  |
| 3.                                         | «Colors»               | Schaffer       | Shawver, Schaffer                   | 4:51     |  |
| 4.                                         | «Curse the Sky»        | Schaffer       | Shawver, Schaffer                   | 4:44     |  |
| 5.                                         | «Life and Death»       | Schaffer       | Shawver, Schaffer                   | 6:08     |  |
| 6.                                         | «Solitude»             | (instrumental) | Shawver, Schaffer                   | 1:44     |  |
| 7.                                         | «The Funeral»          | (instrumental) | Shawver, Schaffer                   | 6:16     |  |
| 8.                                         | «When the Night Falls» | Schaffer       | Schaffer                            | 9:01     |  |
| 42:94                                      |                        |                |                                     |          |  |

| Disco tres (Night of the Stormrider remasteurizado, 1992) |                     |          |                   |          |  |
| N.º                                                       | Título              | Letras   | Música            | Duración |  |
| 1.                                                        | «Angels Holocaust»  | Schaffer | Schaffer          | 4:52     |  |
| 2.                                                        | «Stormrider»        | Schaffer | Shawver, Schaffer | 4:48     |  |
| 3.                                                        | «The Path I Choose» | Schaffer | Shawver, Schaffer | 5:53     |  |
| 4.                                                        | «Before the Vision» | Schaffer | Shawver, Abell    | 1:36     |  |
| 5.                                                        | «Mystical End»      | Schaffer | Schaffer          | 4:43     |  |
| 6.                                                        | «Desert Rain»       | Schaffer | Schaffer, Abell   | 6:56     |  |
| 7.                                                        | «Pure Evil»         | Schaffer | Shawver, Schaffer | 6:33     |  |
| 8.                                                        | «Reaching the End»  | Schaffer | Schaffer          | 1:11     |  |
| 9.                                                        | «Travel in Stygian» | Schaffer | Schaffer          | 9:31     |  |
| 43:63                                                     |                     |          |                   |          |  |

| Disco cuatro (Burnt Offerings remasteurizado, 1995) |                      |             |                          |          |  |
| N.º                                                 | Título               | Letras      | Música                   | Duración |  |
| 1.                                                  | «Burnt Offerings»    | Schaffer    | Shawver, Schaffer        | 7:22     |  |
| 2.                                                  | «Last December»      | Schaffer    | Schaffer                 | 3:23     |  |
| 3.                                                  | «Diary»              | Matt Barlow | Shawver, Schaffer, Abell | 6:14     |  |
| 4.                                                  | «Brainwashed»        | Schaffer    | Shawver, Schaffer        | 5:22     |  |
| 5.                                                  | «Burning Oasis»      | Schaffer    | Shawver, Schaffer, Abell | 6:00     |  |
| 6.                                                  | «Creator Failure»    | Schaffer    | Shawver, Schaffer, Abell | 6:02     |  |
| 7.                                                  | «The Pierced Spirit» | Schaffer    | Shawver, Abell           | 1:54     |  |
| 8.                                                  | «Dante's Inferno»    | Schaffer    | Schaffer                 | 16:26    |  |
| 51:63                                               |                      |             |                          |          |  |

| Disco cinco (Tribute to the Gods, 2002). |                                                           |                                                                      |                  |          |  |
| N.º                                      | Título                                                    | Escritor(es)                                                         | Original artist  | Duración |  |
| 1.                                       | «Creatures of the Night»                                  | Paul Stanley, Adam Mitchell                                          | Kiss             | 4:01     |  |
| 2.                                       | «The Number of the Beast»                                 | Steve Harris                                                         | Iron Maiden      | 4:33     |  |
| 3.                                       | «Highway to Hell»                                         | Bon Scott, Angus Young, Malcolm Young                                | AC/DC            | 3:23     |  |
| 4.                                       | «Burnin' for You»                                         | Donald Roeser, Richard Meltzer                                       | Blue Öyster Cult | 4:26     |  |
| 5.                                       | «God of Thunder»                                          | Stanley                                                              | Kiss             | 3:56     |  |
| 6.                                       | «Screaming for Vengeance»                                 | Rob Halford, K.K. Downing, Glenn Tipton                              | Judas Priest     | 4:37     |  |
| 7.                                       | «Dead Babies»                                             | Alice Cooper, Glen Buxton, Michael Bruce, Dennis Dunaway, Neal Smith | Alice Cooper     | 5:40     |  |
| 8.                                       | «Cities on flame with rock and roll»                      | Roeser, Albert Bouchard, Sandy Pearlman                              | Blue Öyster Cult | 3:59     |  |
| 9.                                       | «It's a Long Way to the Top (If You Wanna Rock 'n' Roll)» | Scott, Young, Young                                                  | AC/DC            | 4:42     |  |
| 10.                                      | «Black Sabbath»                                           | Ozzy Osbourne, Tony Iommi, Geezer Butler, Bill Ward                  | Black Sabbath    | 5:30     |  |
| 11.                                      | «Hallowed Be Thy Name»                                    | Harris                                                               | Iron Maiden      | 7:08     |  |
| 49:55                                    |                                                           |                                                                      |                  |          |  |

## Créditos
- Jon Schaffer − guitarra rítmica en todas las pistas, canto principal en "Stormrider" y "God of Thunder"
- Gene Adam − canto principal en los discos 1 y 2
- Matthew Barlow − voz en los discos 4 y 5
- John Greely − voz en el disco 3
- Randall Shawver − guitarra principal en discos del 1 al 4
- Larry Tarnowski − guitarra principal en el disco 5
- Dave Abell − bajo eléctrico en discos 1-4
- James MacDonough − bajo eléctrico en discos 5
- Greg Seymour − baterista en discos 1
- Mike McGill − baterista en el disco 2
- Rick Secchiari − baterista en el disco 3
- Rodney Beasley − baterista en el disco 4
- Richard Christy − baterista en el disco 5[12]